# Walter Spedicato
Walter Spedicato (Novoli, 26 ottobre 1947 – Parigi, 9 maggio 1992) è stato un politico italiano, attivo nella destra extraparlamentare negli anni settanta.

## Biografia
Iniziò a fare politica quando frequentava la facoltà di giurisprudenza. Fu tra i fondatori di Lotta di Popolo e gestì a lungo la Libreria Romana.
Nel 1976 fondò l'organizzazione extraparlamentare Terza Posizione: alla riunione che ne sancì la nascita parteciparono Roberto Fiore (che sarà poi fondatore di Forza Nuova), Gabriele Adinolfi e Peppe Dimitri.
Spedicato fu animatore acceso del tercerismo (peronismo e panarabismo) oltre che accanito nazionalista europeo. All'avvento della lotta armata Spedicato ne fu deciso avversario; il che non gli impedì di condividere le peripezie con tanti latitanti dei Nuclei Armati Rivoluzionari (NAR).
Nel settembre 1980 la magistratura romana ordinò un blitz contro Terza Posizione che portò all'arresto di dieci persone, a numerose perquisizioni e ordini di cattura.
Per evitare la cattura, Spedicato riparò in Francia dove visse fino alla morte, avvenuta a Parigi, a causa di una malattia alle arterie, il 9 maggio 1992, dodici anni dopo l'inizio della latitanza. Durante quei dodici anni Spedicato fece più volte ritorno clandestinamente in Italia per rilanciare la dinamica politica. Da Parigi animò il Centro Studi Orientamenti & Ricerca.